# 善福寺 (松阪市)
善福寺（ぜんぷくじ）は、三重県松阪市日野町にある真言宗の寺院である。みろく院善福寺（みろくいんぜんぷくじ）の通称で親しまれ、もとは松ヶ島の弥勒屋敷にあったといわれている。かつては隣接する八雲神社（牛頭天王社）の別当寺であり、指定文化財の薬師如来像も同社の本地仏であったと考えられている。

## 歴史
みろく院善福寺は行基の草創、773年（宝亀4年）、勤操僧都の再興と伝え、もとは松ヶ島（現・松阪市松ヶ島町）の弥勒屋敷（天王屋敷）にあったといわれる。境内社に牛頭天王社があり、870年（貞観12年）森田豊前守政直が京都の祇園の社を勧請したものである。1588年（天正16年）、蒲生氏郷が松阪城を開き城下町を整備した時、現在の地に移した。1729年（享保14年）の五月、類火に堂、社ことごとく消失し、多数の寺宝、古記録などを失ったが、その後、享保から宝暦頃に諸堂が再興された。明治の神仏分離令が行われるまでは、隣接する八雲神社の前身牛頭天王社の別当寺として、社に関するすべての事が寺の住僧によって行われていた。八雲神社神輿（松阪市指定文化財）に「元禄十五壬午天六月吉祥日松坂惣中産寺弥勒院 覚翁代」の陰刻があることから、その様子がうかがえる。

## 境内
- 水かけ不動明王
- 町屋 - 松阪商人の家（現在弥勒院信徒会館として開放されている）

## 文化財
- 木造牛頭天王薬師如来坐像（松阪市指定文化財）

## 行事
- 2月3日 節分星祭り - 一年間の九曜祈願・祈祷・人形供養・古い御札の炊き上げ、豆まき、餅まき、火渡り等が行われる
- 6月15日 青葉祭 - 宗祖弘法大師空海御誕生祭
- 7月28日 夏不動祭 - 夏病み防止、諸病封じ、身体健康の護摩祈祷が行われる

## 信仰
諸病平癒、商売繁盛、交通安全、厄除祈願、諸願成就、合格祈願